# Ciudad Ojeda
Ciudad Ojeda es la tercera ciudad más grande del Estado Zulia en Venezuela, solo detrás de Maracaibo y Cabimas. Conocida como la primera ciudad planificada de Venezuela, es la capital del municipio Lagunillas. Situada a 5 metros de altitud sobre el nivel de la costa oriental del lago de Maracaibo. Predomina comercialmente la industria hidrocarburífera y afines, que ha generado una fuerte tendencia al intercambio comercial de bienes y servicios relacionados con la misma. Se encuentran ubicadas a lo largo de su costa un sinnúmero de empresas contratistas, nacionales y extranjeras, que prestan servicios a la estatal petrolera PDVSA para la extracción y mantenimiento de las instalaciones petroleras que se encuentran en la zona.
La Ciudad Cuenta con una población de 240 283 habitantes, y 642 722 hab en su aglomeración urbana conformada con los municipios Cabimas y Simón Bolívar, llegando a ser la segunda aglomeración urbana del Zulia y décima del país.
Provee importantes funciones comerciales y de servicios a la zona petrolera de sus inmediaciones, desenvuelve significativas actividades industriales metal mecánicas y lácteas. La Ciudad constituye una aglomeración urbana ubicada entre las 20 más grandes del país, está protegida por el dique costanero, que cubre unos cuantos kilómetros y que fue diseñado para impedir inundaciones, debido al proceso de subsidencia de las riberas del lago originado por la extracción masiva de petróleo. La mayoría de sus habitantes son criollos con un notable grupo de descendientes de inmigrantes italianos y en la actualidad por una gran comunidad de sirios, iraquíes, portugueses, además de chinos y afrodescendientes.
El CLEZ en 2019, menciona la aprobación en primera discusión de la reforma parcial a la Ley de División Político Territorial del estado Zulia iniciada en enero de 2019, para el cambio del nombre de Ciudad Ojeda a Ciudad Urdaneta y la Parroquia Alonso de Ojeda se denominaría Parroquia Paraute del municipio Lagunillas. En diciembre de 2020, aprueban una parte, sin embargo, no se ha avanzado en dicha reforma.

## Aspectos generales

### Historia
El 19 de enero de 1937, el presidente Eleazar López Contreras decreta la fundación de Ciudad Ojeda como un núcleo para albergar en tierra firme a los habitantes de la población de Lagunillas de Agua. Fue una previsión gubernamental para solventar las dramáticas condiciones de vida de aquella población construida sobre palafitos y prevenir la ocurrencia de accidentes de la industria petrolera con pérdidas de vidas humanas. Sin embargo, los pobladores de Lagunillas de Agua, en un principio se resistieron a mudarse a un caserío sin futuro, apartado y solitario. El nombre de la ciudad es un homenaje a Alonso de Ojeda, primer europeo en llegar al lago de Maracaibo y a quien se le atribuye el nombre de Venezuela. El diseño circular de la ciudad fue obra del arquitecto Cipriano Domínguez (1904-1995)*, y se hizo así para darle facilidades de evacuación a la población en caso de que ocurriera algún evento peligroso. Desde la plaza Alonso de Ojeda salen algunas de las más importantes avenidas de la ciudad, como lo son la Avenida Alonso de Ojeda, la Calle 12, Calle Zulia, Avenida Bolívar, y así otras.
La construcción de la ciudad se inicia en el mes de julio de 1937 y participan en la tarea el Gobierno venezolano y las compañías petroleras. La primera etapa, la cual estaba formada por una redoma con un tanque para el almacenamiento y suministro de agua más veinte casas, concluye el 9 de julio de 1939, sin embargo, los pobladores fijaron como fecha de fundación el 13 de diciembre, día de Santa Lucía que además es la santa patrona de la ciudad. El templo Santa Lucía se encuentra ubicado en la plaza Bolívar de la ciudad, donde además se aglomera la mayoría del comercio de la zona. El 13 de noviembre de 1939 el destino termina por imponerse y se produce un desastroso incendio con saldo de más de 200 muertos que impulsó el definitivo y determinante traslado de la población de Lagunillas de Agua a la nueva ciudad.
Una vez constituida la ciudad con sus casas, granjas y la Plaza Alonso de Ojeda, comenzó una nueva etapa, que no tardaría en causar revuelo, tal como sucedió con la llegada de los europeos, los cuales para la época de 1945 estaban saliendo de la Segunda Guerra Mundial y de la intolerancia que se respiraba en sus países, viéndose obligados a trasladarse a una zona cálida y llena de oportunidades como lo era la subregión Costa Oriental del Lago, conocida para el momento como zona de auge petrolero.
Una numerosa colonia de italianos, y en menor medida de españoles, árabes, portugueses, chinos y polacos, se asentó en estas zonas, impulsada por las políticas gubernamentales promovidas por el presidente López Contreras como parte del apoyo a los inmigrantes provenientes de una Europa en guerra. Todos estos extranjeros llegaron a Ciudad Ojeda en busca de mejores condiciones de vida y, sobre todo, de la paz que no encontraban en sus países de origen.
La llegada de la industria petrolera, junto con el espíritu trabajador de muchos de estos inmigrantes, abrió paso a la industrialización y al desarrollo de la ciudad, lo cual pronto se tradujo en beneficios para quienes habitaban estas costas.
«Si hay algo que agradecer a muchos de estos inmigrantes —señala Omar Bracho, cronista de la ciudad— es el hecho de que colaboraron con el desarrollo de esta zona. Su tenacidad, sus ganas de trabajar y, sobre todo, sus conocimientos, combinados con un pueblo dispuesto a crecer y a explotar sus riquezas, conformaron lo que hoy se conoce como Ciudad Ojeda, que es quizá una de las zonas más importantes del país. Su población ha crecido vertiginosamente en los últimos diez años y su potencial mineral es reconocido a nivel mundial».
Al entrar la década del 70, el desarrollo urbanístico es arrollador en variedad arquitectónica y comercial; el crecimiento urbano se expande por los cuatro costados: por el norte, se ha unido con Las Morochas; por el sur, se prolonga una cadena de casas hasta Campo Mío; por el este, hasta la Carretera 44; por el oeste, el Lago de Maracaibo en cuyas riberas están asentadas compañías contratistas. Varios edificios modernos, partiendo desde El Primero, el Amerigo Vespucci, las dos torres del Hotel América y el Don Pepe.
En este mismo orden de ideas, el auge petrolero y la llegada de gran cantidad de europeos, tuvieron que ver en el rápido desarrollo de la zona y sobre todo en la instalación de una zona comercial muy característica, que se vio influenciada por costumbres europeas, «poco a poco se comenzaron a ver restaurantes italianos, cafés, discotecas, cines, los cuales era frecuentados por la poca población de la zona; sin embargo, con el pasar del tiempo comenzaron a llegar personas de otros estados, en busca de empleos, entre estos destacaron los margariteños, que no tardaron en establecerse y hacer sus comunidades y centros de reuniones, los andinos y los falconianos, lo que hizo que las culturas se unieran en una misma y la idiosincrasia del citojense y sus costumbres fueran características, incluyendo el acento al hablar».
Actualmente es una de las principales ciudades de la subregión Costa Oriental del Lago, sirviendo como centro de operaciones a una de las empresas más grandes a nivel latinoamericano como es PDVSA, El progreso y la gente que habita en Ciudad Ojeda, son una muestra clara del avance que ha tenido esta población en los últimos años, llegando a ser una de las localidades más importantes del país teniendo en cuenta su crecimiento económico y poblacional, es por esto que los tiempos venideros se vislumbran con grandes proyectos y mejoras en todo nivel, lo que demuestra claramente que este pueblo decidió y está trabajando por convertirse en una Urbe.
El CLEZ anunció el 26 de noviembre de 2019, en su red social de Twitter, la aprobación en primera discusión de la reforma parcial a la Ley de División Político Territorial del estado Zulia iniciada en enero de 2019, para el cambio del nombre de Ciudad Ojeda a Ciudad Urdaneta y la Parroquia Alonso de Ojeda se denominaría Parroquia Paraute del municipio Lagunillas, generando polémica entre los nacidos en la ciudad, quienes rechazan el nuevo nombre. Sin embargo no se ha avanzado en dicha reforma y no se ha oficializado por completo la modificación.

### Origen etimológico
- Ciudad Ojeda recibe su nombre de Alonso de Ojeda como homenaje, primer europeo en llegar al lago de Maracaibo en 1499 y por ende el descubridor del lago de Maracaibo por parte de los países Europeos.

- Alonso de Ojeda fue navegante, gobernador y conquistador español, es famoso por haber dado el nombre Venezuela a la región que exploró en sus dos primeros viajes.

### Demografía
- Ciudad Ojeda contó con un crecimiento poblacional de 27% en cinco años, porque se elevó de 169 mil habitantes en el año 2005 a 214 mil aproximadamente en el año 2009, para el año 2012 se estima que Ciudad Ojeda pudiese contar con una población de más de 230 mil habitantes.

### Clima
- La ciudad cuenta con un clima tropical de sabana; con temperaturas que superan los 32 °C durante todo el año, las precipitaciones están entre 1200 y 3000 mm al año. La evaporación se sitúa en más de 2.550mm a nivel del Lago de Maracaibo y disminuye hacia el Este, pero manteniéndose siempre encima de los 1.500mm.

| Parámetros climáticos promedio de Ciudad Ojeda | Parámetros climáticos promedio de Ciudad Ojeda | Parámetros climáticos promedio de Ciudad Ojeda | Parámetros climáticos promedio de Ciudad Ojeda | Parámetros climáticos promedio de Ciudad Ojeda | Parámetros climáticos promedio de Ciudad Ojeda | Parámetros climáticos promedio de Ciudad Ojeda | Parámetros climáticos promedio de Ciudad Ojeda | Parámetros climáticos promedio de Ciudad Ojeda | Parámetros climáticos promedio de Ciudad Ojeda | Parámetros climáticos promedio de Ciudad Ojeda | Parámetros climáticos promedio de Ciudad Ojeda | Parámetros climáticos promedio de Ciudad Ojeda | Parámetros climáticos promedio de Ciudad Ojeda |
| Mes                                            | Ene.                                           | Feb.                                           | Mar.                                           | Abr.                                           | May.                                           | Jun.                                           | Jul.                                           | Ago.                                           | Sep.                                           | Oct.                                           | Nov.                                           | Dic.                                           | Anual                                          |
| ---------------------------------------------- | ---------------------------------------------- | ---------------------------------------------- | ---------------------------------------------- | ---------------------------------------------- | ---------------------------------------------- | ---------------------------------------------- | ---------------------------------------------- | ---------------------------------------------- | ---------------------------------------------- | ---------------------------------------------- | ---------------------------------------------- | ---------------------------------------------- | ---------------------------------------------- |
| Temp. máx. media (°C)                          | 27.0                                           | 29.3                                           | 30.2                                           | 34.0                                           | 36.0                                           | 38.1                                           | 37.7                                           | 35                                             | 33.4                                           | 29.7                                           | 27.4                                           | 27.1                                           | 32                                             |
| Temp. mín. media (°C)                          | 19                                             | 20                                             | 21                                             | 20                                             | 21                                             | 23                                             | 22                                             | 23                                             | 23                                             | 21                                             | 22                                             | 19                                             | 21                                             |
| Precipitación total (mm)                       | 101                                            | 90                                             | 73                                             |                                                | 30                                             | 23                                             | 16                                             | 18                                             | 31                                             | 50                                             | 81                                             | 106                                            | Expresión errónea: operador < inesperado       |
| Fuente: Weatherbase 2011                       |                                                |                                                |                                                |                                                |                                                |                                                |                                                |                                                |                                                |                                                |                                                |                                                |                                                |

### Vegetación
La vegetación es de bosque tropical seco, y de sabanas, la cual ha sido muy intervenida por la mano del hombre. La Ciudad no cuenta con un pulmón vegetal interno a excepción de las pocas plazas de la Ciudad; la vegetación interna de cada parcela de vivienda y las plantaciones en las islas centrales de las avenidas.

### Relieve
El relieve es plano, Ciudad Ojeda presenta escasa elevación sobre el nivel del mar y algunos lugares se encuentran debajo del mismo. Los terrenos son de edad reciente u holoceno. El bajo relieve influye en el crecimiento descontrolado que tiene la ciudad al norte y Este de la misma formándose barrios improvisados, siendo estos sometidos bajo un proceso de consolidación a gran escala.

### Hidrografía
El principal curso de agua es el flujo hidrográfico río Tamare, además de otros caños y riachuelos temporales, entre los que se deben nombrar por su importancia y referencia en la zona al Caño la «O» al Sur y la Quebrada de las Morochas al oeste.

## Vialidad
La ciudad es servida por la Avenida Intercomunal que comunica a Maracaibo desde el puente General Rafael Urdaneta con ciudades como Santa Rita, Cabimas, Punta Gorda, Tía Juana, Ciudad Ojeda conformando un complejo urbano petrolero hasta Bachaquero - La Victoria.
Como Cabimas, Tía Juana y Lagunillas, Ciudad Ojeda está dentro de un sistema de coordenadas establecido por las compañías petroleras que le dio nombre a las carreteras y avenidas nombradas por letras y números.
Ciudad Ojeda está entre las carreteras H y P (el sistema vuelve a empezar en San Isidro desde la A). La mayor parte de la ciudad está entre las avenida 34 y 52 (la 32 y 33 se interrumpen por las avenida Bolívar y Alonso) luego de esta última comienza la zona industrial, que va desde la 52 hasta 61 y continua hasta la 91 en el sector El Danto.
Entre las vías de mayor importancia se encuentran la arterial 7 o avenida Cristóbal Colón recorriendo un largo trayecto de norte a sur interconectando el Sector Tamare con el Centro de la Ciudad; la avenida Bolívar la cual aglomera la mayor cantidad de comercios y la ancha avenida Alonzo de Ojeda, ambas llevan de la Intercomunal a la plaza Alonzo de Ojeda luego de 3 avenidas circundantes.
La avenida Intercomunal que va desde Cabimas hasta Lagunillas es la que conecta los pueblos de la Costa Oriental del Lago de Maracaibo y recorre la ciudad de norte a sur. La única otra salida de Ciudad Ojeda es la carretera N de dirección oeste-este que llega a la carretera Lara - Zulia. Los estados de las vías principales y secundarias de la Ciudad están en su mayoría en un buen estado. La infraestructura vial se caracteriza por tener distintos tipos de vías de comunicación y penetración con otras áreas, conectando de manera eficiente las áreas rurales con las urbanas. Posee carreteras pavimentadas de dos vías con muy buenas condiciones que sirven para el transporte y traslado de productos alimenticios para comercialización. El municipio no posee aeropuertos, pero tiene un puerto de suma importancia, ya que sirve para la actividad comercial y petrolera, localizado en Ciudad Ojeda hace de este el centro económico y social del municipio.

## Transporte
El sistema de transporte público de Ciudad Ojeda suele ser deficiente en cuanto a calidad y disponibilidad del servicio, no existe un sistema de transporte urbano masivo y moderno como metro, pero existen rutas urbanas que cubren casi la totalidad de la urbe. Predomina lo que se conoce como «carritos por puesto». El Terminal de pasajeros de Ciudad Ojeda ubicado en la carretera N entre Av 42 y 43 fue construido a fines de los 1990's para ubicar las rutas que entran y salen de la ciudad. Las líneas de carros por puesto tienen sus paradas entre las Plazas Bolívar y Alonso de Ojeda, estas son:
- Barrio Obrero
- San José - Campo Mío
- Zona Industrial
- Los Samanes
- Córdoba - Buenos Aires
- El Danto
- Tamare
- Ciudad Urdaneta
- Nueva Venezuela
- El Danto - Ojeda
- El Danto/Ojeda/Las Morochas

Y Líneas Extraurbanas como:
- Ojeda - Maracaibo
- Cabimas - Lagunillas

Ciudad Ojeda cuenta con numerosos muelles privados de las contratistas petroleras los que ocupan toda la fachada del lago de Maracaibo imposibilitando la construcción de un puerto lacustre de transporte público. Ciudad Ojeda no cuenta con Aeropuerto.

## Economía
El potencial económico del municipio lo constituyen los yacimientos petroleros, además de la industria metalmecánica que le presta servicios a la industria petrolera. Según el libro «Lagunillas Histórica», la Ciudad tiene el mayor peso relativo en materia de empleo en la Costa Oriental del Lago, y es la capital del Municipio de la Subregión con mayor diversidad de la economía. Sin embargo, es aún débil y su dependencia tan marcada de la actividad petrolera ha generado una economía vulnerable.
A pesar de la dependencia de la renta petrolera, en la ciudad hay presencia de los bancos más importantes del país, el comercio en tiendas por departamento es otra actividad frecuente en la ciudad, además de amplia variedad de restaurantes que hacen de Ciudad Ojeda la ciudad gastronómica de la Costa Oriental del Lago.
Posee también producción agrícola, destacando la de maíz, yuca y sorgo. Podrían desarrollarse perfectamente plantaciones de palmeras datileras para la obtención de dátiles, de la misma forma que se hace en San Juan Bautista (Isla de Margarita). La razón de esto es la presencia de abundante sol, lluvias escasas, existe agua abundante (aunque sea salobre) en el suelo y en el subsuelo, lo que constituye un ambiente ecológico ideal para este cultivo.

## Deporte
Gran cantidad de Deportes son practicados en la Ciudad, a pesar de la pobre infraestructura deportiva, entre ellos se cuenta el Béisbol, Fútbol, Karate Do, Voleibol, Tae Kwon Do, Natación, Fútbol Sala y Baloncesto. El fútbol al igual que el béisbol son los deportes más practicados en la actualidad. Ambos cuentan con una liga municipal de categorías menores. Ciudad Ojeda cuenta con dos equipos profesionales de fútbol que militan en categorías menores de Venezuela, fundados ambos en el 2008, buscan ampliar su camino y crecer para llegar a divisiones mayores, para así elevar el nombre Ciudad Ojeda.
Deportistas como Eduardo Pérez, Daniuska Rodríguez y Robinson Cabrera son personajes notables que localmente han dejado el nombre de Ciudad Ojeda en alto con sus clubes, y representando a Venezuela en instancias internacionales.
En la ciudad han existido conjuntos de equipos que intentaron llegar a instancia de la máxima categoría del fútbol profesional venezolano pero infortunadamente no lo lograron. A continuación los antiguos equipos de fútbol profesional de la ciudad:
- UNICOL FC (Participó en la Segunda División). Estadio 5 de Julio. Extinto.
- UAL Unión Atlético Lagunillas (Participó en la Segunda División «B»). Estadio 5 de Julio. Extinto.
- RBC Real Bolívar (Campeón de la Tercera División en 2009). Estadio 5 de Julio. Extinto
- Deportivo San José Categoría Sub-10 sub-12 Sub-14 y Sub-16. Campeones Liga De Fútbol Estadio Polideportivo Sierra Maestra.Extinto.

La ciudad no cuenta con una infraestructura deportiva digna, pero entre los complejos deportivos más importantes se pueden nombrar el «Polideportivo Sierra Maestra» que cuenta con estadio de Béisbol, Fútbol y una estructura destinada a Fútbol Sala y Gimnasia, El Estadio de Béisbol «Pablo López» ubicado en la Avenida «N» siendo el más importante de esa especialidad en la ciudad, el Complejo INDEL ubicado en la misma avenida N, cuenta con campo de fútbol y cancha de usos múltiples. Es importante nombrar el Complejo Deportivo «5 de Julio», ubicado varios kilómetros al sur de la ciudad, en Lagunillas, siendo el centro deportivo más importante del Municipio, contando con el Estadio Polideportivo de Atletismo, Salto Largo, Fútbol y demás. Ciudad Ojeda contiene múltiples Campos de Fútbol, Softbol y Béisbol en diferentes zonas de la ciudad, siendo la mitad de ellos públicos y usados por la comunidad, los restantes pertenecen a clubes recreativos privados, cabe destacar la cantidad de Canchas de Usos Múltiples ubicadas en la mayoría de los sectores de la pequeña metrópoli.